# サフランボル
サフランボル（トルコ語: Safranbolu）は、トルコにある街である。カラビュック県に属し、2000年現在の人口は、47,257人。黒海から100km離れた場所に位置し、トルコの首都アンカラからおよそ北200キロメートルに位置している。町の歴史は11世紀に遡ることが可能である。1994年、UNESCOの世界遺産に「サフランボル市街」の名で登録された。

## 歴史
サフランボルの名前の由来は、香料サフランの集積地として発展した歴史にある（ギリシア語名はサフラムポリス、Saframpolis, Σαφραμπολις）。サフランボルには、先史時代の遺跡及びローマ時代の墓や橋梁も現存しているが、歴史の表舞台に立ったのは、11世紀以降である。世界遺産に登録されているサフランボル旧市街は、乾燥した峡谷に位置しており、旧市街は、旧市街の約2km東に位置している。
サフランボル旧市街には、多くの古い建築物が保存されている。私立の博物館が1つ、25のモスク、5つの霊園、8つの歴史的な噴水、5つのトルコ式浴場、3つの隊商宿（キャラバンサライ）、1つの歴史的な時計等、1つの日時計及び数百に上るイスラーム建築によって建設された住居である。
13世紀には、交易の中心として発展を遂げた。サフランボルに現存する建築物群であるモスク、浴場、スレイマン・パシャのマドラサは、1322年に建設された。
サフランボルの栄華の頂点は、17世紀である。市場が現地の住居よりも優先されて拡張される一方で、60室のゲストルームがある宿屋、コプルル・モスク、イツレット・モスクといった建築物が17世紀から18世紀にかけて建設された。また、オスマン建築に基づいて、建設された住居が当時の姿のまま建設されたのもこの時期である。
しかし、鉄道の発展により、20世紀には、サフランボルは衰退の一途をたどることとなった。

## 世界遺産

### 登録基準

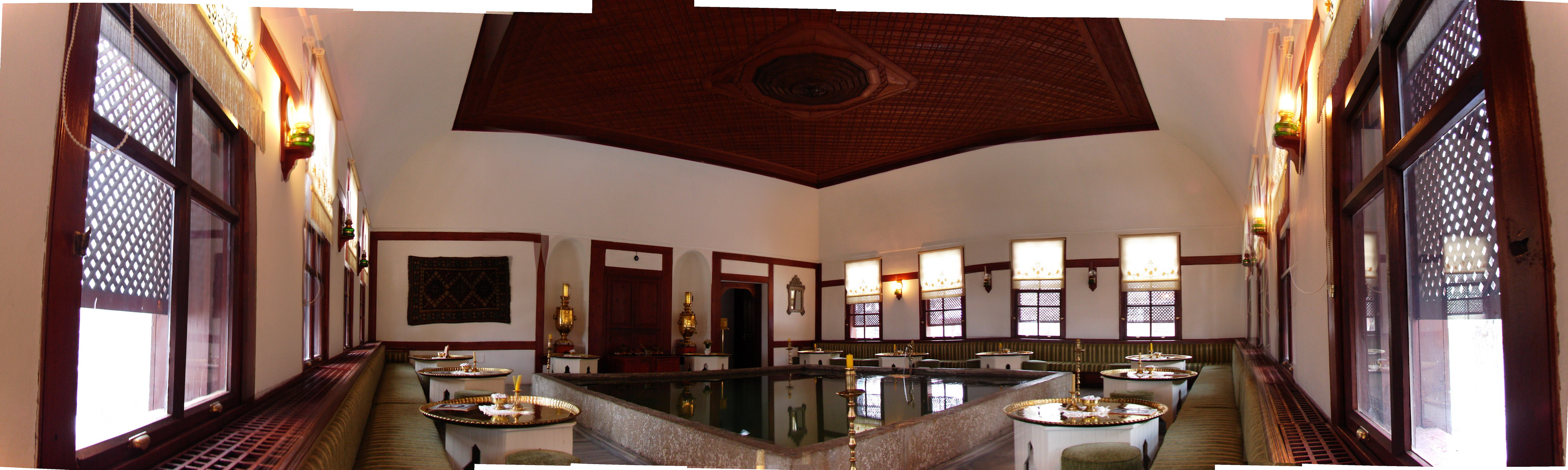
Asmazlar konak interior

この世界遺産は世界遺産登録基準のうち、以下の条件を満たし、登録された（以下の基準は世界遺産センター公表の登録基準からの翻訳、引用である）。
- (2) ある期間を通じてまたはある文化圏において、建築、技術、記念碑的芸術、都市計画、景観デザインの発展に関し、人類の価値の重要な交流を示すもの。
- (4) 人類の歴史上重要な時代を例証する建築様式、建築物群、技術の集積または景観の優れた例。
- (5) ある文化（または複数の文化）を代表する伝統的集落、あるいは陸上ないし海上利用の際立った例。もしくは特に不可逆的な変化の中で存続が危ぶまれている人と環境の関わりあいの際立った例。